# Бальтар, Луи-Пьер
Луи́-Пьер Бальта́р (фр. Louis-Pierre Baltardd; 9 июля 1764 года, Париж — 2 января 1846 года, Лион) — французский архитектор, гравёр и художник. Отец архитектора Виктора Бальтара.

## Карьера
Сначала занимался живописью и гравированием. Был профессором архитектуры в Парижском политехническом институте; в 1803 году начал издание своего сочинения «Monuments de Paris», за которым последовали его описания Сен-Клу, Экуана и Фонтенбло.
С 1806 года издавал художественный журнал «Athenaeum» и выпустил в свет серию своих гравюр, изображающих Вандомскую колонну и её детали. Позже преподавал архитектуру в парижской Школе изящных искусств и построил довольно много зданий в Лионе.

## Архитектурные проекты и сооружения
Луи-Пьер Бальтар был кандидатом конкурса перестройки парижского Пантеона в революционный «храм Славы»; в 1813 году, после смерти Александра Броньяра, подавал заявку на окончание недостроенного дворца Броньяра (здание парижской биржи), — но конкурсов не выиграл.
- Часовня парижской тюрьмы Св. Пелагеи.
- Часовня парижской тюрьмы Сен-Лазар (1834).
- Лионская тюрьма Сен-Жозеф (1836).
- Старый лионский дворец правосудия (прозванный «24 колонны») (1842).